# Del City
Del City är en ort i Oklahoma County i Oklahoma. Orten har fått sitt namn efter grundaren George Epperlys äldsta dotter Delaphene. Vid 2020 års folkräkning hade Del City 21 822 invånare.

## Kända personer från Del City
- John Smith, brottare
- J.T. Realmuto, basebollspelare